# Carlo Perogalli
Carlo Perogalli (Milano, 25 giugno 1921 – Milano, 25 novembre 2005) è stato un architetto e storico dell'architettura italiano.

## Vita e opere
Iscrittosi alla Facoltà di Architettura del Politecnico di Milano nel 1940, si laurea nel 1946, nonostante il lungo periodo di servizio militare svolto durante la guerra. Nella stessa università, dal 1946 è assistente volontario di Ambrogio Annoni alle cattedre di Caratteri stilistici e costruttivi dei monumenti e Restauro dei monumenti, diventando assistente incaricato nel 1947 e ordinario nel 1948. Già nel 1946 contribuisce alla raccolta di «quanto di più importante e conclusivo» il suo maestro avesse presentato nelle sue lezioni universitarie e alla sua pubblicazione nel volume Scienza ed arte del restauro architettonico. Idee ed esempi. Nel 1954 consegue la libera docenza in Caratteri stilistici e costruttivi dei monumenti e nel 1958 in Restauro dei monumenti.
A partire dal 1960 e fino al 1993 è professore di Storia dell'architettura II alla Facoltà di Architettura del Politecnico di Milano (come professore a contratto dopo il pensionamento avvenuto nel 1991). Ha insegnato inoltre per due anni presso la Facoltà di Ingegneria del medesimo ateneo e otto anni presso la Facoltà di Architettura dell'Università degli Studi di Genova.
Dal 1950 al 1971 svolge attività professionale come architetto, prima in collaborazione con l'ex compagno di corso Attilio Mariani (fino al 1958), poi in forma autonoma, operando nell'ambito culturale del Movimento per l'arte concreta cui aderisce. Molte sue opere sono state pubblicate - all'epoca della realizzazione o in tempi più recenti - in riviste e monografie dedicate all'architettura contemporanea, tra cui i due Palazzi di Viale Beatrice d'Este a Milano del 1951-52 / 1956-57 progettati con Attilio Mariani e il milanese Autosilo meccanizzato di via Gozzi 5, anch'esso progettato con Attilio Mariani (1967-69).
Alle attività didattica e progettuale affianca una copiosa attività di scrittore, pubblicando oltre quaranta monografie - a nome singolo o in collaborazione - principalmente negli ambiti della storia dell'architettura e del restauro, caratterizzate in particolare da interessanti e «anticipatori contributi di storia comparata dell'architettura fortificata e della cultura rurale, temi fino ad allora mai entrati ufficialmente nella storia dell'architettura costruita». 
Dotato di una rara capacità di sintesi e di un attento sguardo indagatore, Carlo Perogalli è stato anche un ottimo fotografo di architettura. Le immagini scattate in occasione dei suoi innumerevoli viaggi, che spesso accompagnavano le sue pubblicazioni, sono oggi confluite nel fondo fotografico che porta il suo nome custodito dall'Istituto per la Storia dell'Arte Lombarda (ISAL).

## Opere monografiche
- Aspetti dell'architettura contemporanea. Cronache, temi, tendenze, Salto, Milano, 1952.
- Guardare l'architettura. Pensieri in sette note, Salto, Milano, 1952.
- Introduzione all'arte totale. Neorealismo e astrattismo, architettura e arte industriale, Salto, Milano, 1952.
- Quattro chiese medioevali della Valassina, Libreria Artistica Salto, Milano, 1953.
- Monumenti e metodi di valorizzazione. Saggi, storia e caratteri delle teoriche sul restauro in Italia, dal medioevo ad oggi, Libreria editrice politecnica Tamburini, Milano, 1954.
- Architettura e restauro. Esempi di restauro eseguiti nel dopoguerra (a cura di), Gorlich, Milano, 1954.
- Guida all'architettura, (con L. Balzaretti, A. Mariani, Piero Portaluppi), Nuova Accademia, Milano, 1955.
- La progettazione del restauro monumentale, Libreria editrice politecnica Tamburini, Milano, 1955.
- Invito a Le Corbusier, Ausonia, Milano, 1955.
- Consuntivo di dieci anni, Milano, 1957.
- Case ad appartamenti in Italia, Gorlich, Milano, 1959.
- Atrii di case, Gorlich, Milano, 1959.
- Atti del Convegno nazionale Tutela e valorizzazione delle ville e dei giardini italiani, maggio-giugno 1959, (a cura di), Tamburini, Milano, 1960.
- Castelli della pianura lombarda, Electa, Milano, 1960.
- Ville dei Navigli lombardi, Ed. SISAR, Milano, 1960.
- Case d'abitazione a schiera e d'angolo, (con la collaborazione di Silvana Bazzi), Gorlich, Milano, 1961.
- Case e palazzine isolate, (con la collaborazione di Silvana Bazzi), Gorlich, Milano, 1963.
- Storia dell'architettura. Un profilo in due volumi, Görlich, Milano, 1964.
- Palazzi privati di Lombardia, (con Giacomo C. Bascapè), Electa, Milano, 1964.
- Dall'architettura paleocristiana all'architettura romanica. Dispense riassuntive delle lezioni, Politecnico di Milano, Facoltà di architettura, Corso di storia dell'architettura 2., a.a. 1963-64.
- Ville milanesi, Tamburini, Milano, 1965.
- Ravenna paleocristiana e altomedioevale, Tamburini, Milano, 1966.
- Torri e castelli di Valtellina e Val Chiavenna, (con Giacomo C. Bascape), Edizioni Banca Piccolo Credito Valtellinese, Sondrio, 1966.
- Spagna altomedioevale, musulmana, mudéjar, Tamburini, Milano, 1967.
- Castelli della Lombardia, Tamburini, Milano, 1969.
- Ville delle province di Bergamo e Brescia, (con Maria Grazia Sandri), SISAR, Milano, 1969.
- Ricerca sui parametri di giudizio del patrimonio storico, (con Luigi Crema, Santino Langé et al.), Facoltà di architettura, Istituto di materie umanistiche, Milano, 1969.
- Castelli e rocche di Emilia e Romagna, De Agostini - Serie Gorlich, Novara, 1972.
- Città e cittadelle bastionate quali espressioni tipiche dell'architettura e dell'urbanistica del Seicento europeo, Associazione amici del Poldi Pezzoli, Milano, 1973.
- Ville delle province di Cremona e Mantova, (con Maria Grazia Sandri), SISAR, Milano, 1973.
- Architettura dell'altomedioevo occidentale. Dall'età paleocristiana alla romanica, Tamburini, Milano, 1974.
- Architettura cistercense in Italia, Associazione amici del Poldi Pezzoli, Milano, 1974.
- Cascine del territorio di Milano, Ente provinciale per il turismo, Milano, 1975.
- Castelli d'Abruzzo e del Molise, Gorlich, Milano, 1975.
- Cascine del territorio di Milano, (a cura di), Ente provinciale per il turismo, Milano, 1975.
- Il palazzo italiano, Touring club italiano, Milano, 1975.
- I Visconti a Milano, (con Maria Bellonci e Gian Alberto Dell'Acqua), CARIPLO, Milano, 1977.
- Castelli italiani. Con un repertorio di oltre 4.000 architetture fortificate, (con M. Paola Ichino e Silvana Bazzi), Bibliografica, Milano, 1979.
- I castelli. Architettura fortificata e committenti, Rusconi, Milano, 1980.
- Rocche e forti medicei, Rusconi, Milano, 1980.
- Ville delle province di Cremona e Mantova, (2ª ed. con Maria Grazia Sandri e Luciano Roncai), Rusconi, Milano, 1981.
- Itinerari per la Lombardia, L'espresso, Roma, 1982.
- Ville della provincia di Bergamo, (con Maria Grazia Sandri e Vanni Zanella), Rusconi, Milano, 1983.
- Castelli dei Gonzaga, (con Maria Rosa Palvarini), Rusconi, Milano, 1983.
- Palazzi privati di Milano, Ente provinciale per il turismo, Milano, 1985.
- I castelli del Senese. Strutture fortificate dell'area senese-grossetana, Electa, Milano, 1985.
- Ville della provincia di Brescia, (con Maria Grazia Sandri e Vanni Zanella),Rusconi, Milano, 1985.
- Palazzo Cusani a Milano, Electa, Milano, 1986.
- Architettura italiana dall'antichità al liberty, Martello, Milano, 1994.
- Italian architecture from antiquity to Art Nouveau, Gruppo Arca Nordest, Milano, 1994.